# Quốc ca Nga
"Quốc ca Liên bang Nga" (tiếng Nga: Госуда́рственный гимн Росси́йской Федера́ции, chuyển tự: Gosudarstvennyy Gimn Rossiyskoy Federatsii, IPA: [ɡəsʊˈdarstvʲɪnɨj ˈɡʲimn rɐˈsʲijskəj fʲɪdʲɪˈratsɨj]) là tên bài quốc ca chính thức của Nga. Bài quốc ca này dùng chính giai điệu của bài "Quốc ca Liên bang Xô viết", sáng tác bởi Alexander Alexandrov, cùng với lời mới của Sergey Mikhalkov, người đã từng làm việc với Gabriel El-Registan để sáng tác bài quốc ca gốc. Từ năm 1944, phiên bản đầu tiên của bài quốc ca đã thay thế "Quốc tế ca" trở thành quốc ca mới, mang đậm chất Xô viết và chất Nga hơn. Cũng cùng giai điệu đó, bài quốc ca được sửa lại lời vào năm 1956, xóa bỏ những ca từ nhắc tới vị lãnh tụ quá cố Stalin. Một bản lời quốc ca thứ hai được sáng tác bởi Mikhalkov vào năm 1970 và chính thức được sử dụng vào năm 1977, lược bớt những nội dung về cuộc Chiến tranh thế giới thứ hai và tập trung nhiều hơn vào thắng lợi của chủ nghĩa cộng sản.
Nước Nga Xô viết là nước cộng hòa duy nhất trong Liên Xô không có quốc ca riêng. Bài nhạc không lời mang tên "Bài ca yêu nước" của Mikhail Glinka được Xô viết Tối cao Nga chính thức chấp nhận vào năm 1990 và được Tổng thống Liên bang Nga Boris Yeltsin phê chuẩn làm quốc thiều năm 1993 sau khi Liên Xô tan rã. Tuy nhiên, bản quốc thiều này không phổ biến đối với công chúng Nga, với nhiều chính trị gia và các nhân vật công chúng, vì giai điệu thiếu lời bài hát, và do đó không thể truyền cảm hứng cho các vận động viên Nga trong các cuộc thi quốc tế. Chính quyền Nga đã mở các cuộc thi kêu gọi viết lời bài hát cho bản quốc thiều này, nhưng không có tác phẩm dự thi nào được chính thức chấp thuận.
Bản quốc thiều của Glinka sớm bị thay thế sau khi người kế nhiệm của Yeltsin, Vladimir Putin, lên nắm quyền vào ngày 7 tháng 5 năm 2000. Cơ quan lập pháp liên bang đã tổ chức sáng tác và chấp thuận sử dụng phần nhạc của Quốc ca Liên Xô cùng với lời được viết mới vào tháng 12 năm 2000. Đây trở thành bài quốc ca thứ hai được Nga sử dụng sau khi Liên Xô tan rã. Chính phủ mở một cuộc thi tìm kiếm lời cho bài quốc ca, và cuối cùng đã chọn một sáng tác mới của Mikhalkov; theo họ, sáng tác này được chọn vì nó gợi lên và ca tụng được lịch sử và truyền thống của nước Nga. Yeltsin đã chỉ trích Putin vì muốn đưa trở lại bài quốc ca thời Xô viết, mặc dù các cuộc khảo sát ý kiến đã cho thấy nhiều người Nga ủng hộ quyết định này.
Công chúng Nga có những cách tiếp nhận trái ngược nhau với bài quốc ca. Một cuộc khảo sát năm 2009 cho thấy 56% người được hỏi cảm thấy tự hào khi nghe bài quốc ca, nhưng chỉ có 25% thích nó.

## Các bài quốc ca trong lịch sử
Trước khi "Lời cầu nguyện của người Nga" (tiếng Nga: Моли́тва ру́сских, chuyển tự: Molitva russkikh) được chọn làm quốc ca của Đế quốc Nga năm 1816, nhiều bài thánh ca và hành khúc được sử dụng để tôn vinh đất nước và Sa hoàng. Trong những bài hát này điển hình có "Tiếng sấm khải hoàn ca vang!" (tiếng Nga: Гром побе́ды, раздава́йся!, chuyển tự: Grom pobedy, razdavaysya!) và "Thượng đế ta vĩ đại sao" (tiếng Nga: Коль сла́вен, chuyển tự: Kol' slaven). "Lời cầu nguyện của người Nga" được chính thức chấp thuận vào khoảng năm 1816, với phần lời được sáng tác bởi Vasily Zhukovsky theo nhạc của quốc ca Anh, "Chúa phù hộ nhà Vua". Bài quốc ca này cũng chịu ảnh hưởng từ những bài quốc ca của Pháp và Hà Lan, và cùng với đó là bài ca yêu nước của Anh mang tên "Rule, Britannia!".
Năm 1833, Zhukovsky được giao trọng trách viết lời cho một bản nhạc của Hoàng tử Alexei Lvov có tên là "Lời cầu nguyện của người Nga", còn được biết đến với tên gọi phổ biến hơn là "Chúa phù hộ Sa hoàng!" (tiếng Nga: Бо́же, Царя́ храни́!, chuyển tự: Bozhe, Tsarya khrani!). Vua Nikolai I đón nhận rất tích cực với sáng tác này và đã chọn bài hát làm quốc ca tiếp theo của Đế quốc Nga. Bài hát như một bài thánh ca có kiểu nhạc giống những bài quốc ca của các quốc gia quân chủ châu Âu khác. "Chúa phù hộ Sa hoàng!" được biểu diễn lần đầu vào ngày 8 tháng 12 năm 1833 tại Nhà hát Bolshoi ở Moskva. Bản quốc ca này sau đó còn được cất lên tại Cung điện mùa đông vào ngày Giáng Sinh theo lệnh của Nikolai I. Những buổi hát công khai bài quốc ca bắt đầu diễn ra tại các nhà hát opera vào năm 1834, nhưng phải tới năm 1837, nó mới được biết tới rộng rãi trên khắp Đế quốc Nga.
Chúa phù hộ Sa hoàng! được sử dụng cho tới khi Cách mạng Tháng Hai lật đổ chế độ quân chủ Nga. Sau cách mạng, tháng 3 năm 1917, "Bài La Marseillaise của giai cấp công nhân" (tiếng Nga: Рабо́чая Марселье́за, chuyển tự: Rabochaya Marselyeza), sáng tác của Pyotr Lavrov dựa trên bài quốc ca Pháp "La Marseillaise", được dùng làm quốc ca không chính thức của Chính phủ lâm thời Nga. So với "La Marseillaise", Lavrov đã thay đổi nhịp nhạc từ 2/2 thành 4/4 và hòa âm lại để nó đem nhiều chất Nga hơn. Bài hát được dùng tại các buổi họp chính phủ, các buổi lễ chào mừng nhà ngoại giao và các lễ quốc tang.
Sau khi những người Bolshevik lật đổ chính phủ lâm thời trong cuộc Cách mạng Tháng Mười, bài "Quốc tế ca", bài ca của phong trào cách mạng xã hội chủ nghĩa quốc tế, được chọn làm quốc ca mới. Lời bài hát được sáng tác bởi Eugène Pottier, và Pierre Degeyter là người đã soạn nhạc cho bài hát vào năm 1871 nhân dịp thành lập Quốc tế thứ hai; vào năm 1902, Arkadij Jakovlevich Kots là người đã dịch lời bài hát sang tiếng Nga. Kots cũng thay đổi thì ngữ pháp trong bài hát khiến cho lời nghe dứt khoát hơn. Lần đầu tiên bài hát được dùng trong một dịp lễ quan trọng là tại lễ tang các nạn nhân của cuộc Cách mạng Tháng Hai tại Petrograd. Lenin cũng muốn "Quốc tế ca" được cất lên nhiều hơn vì bài hát mang tính xã hội chủ nghĩa nhiều hơn và không bị lẫn với quốc ca Pháp; những người khác trong chính quyền Xô viết mới cho rằng "La Marseillaise" quá đậm chất của giai cấp tư sản. "Quốc tế ca" được dùng làm quốc ca của nước Nga Xô viết từ năm 1918, được Liên bang Xô viết mới thành lập chấp thuận năm 1922, và được sử dụng cho tới năm 1944.

## Quốc ca Xô viết sau 1944

### Nhạc

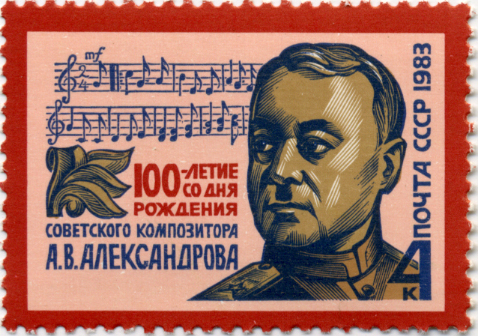
Tem Xô viết phát hành năm 1983 kỷ niệm 100 năm ngày sinh Alexander Alexandrov

Phần nhạc của bài quốc ca, soạn bởi Alexander Alexandrov, trước đó đã được dùng trong nhiều bài hát và sáng tác. Lần đầu tiên phần nhạc được sử dụng là trong Bài ca Đảng Bolshevik vào năm 1939. Khi Quốc tế cộng sản giải tán năm 1943, chính quyền cho rằng cần phải thay thế "Quốc tế ca" bằng một bài Quốc ca Liên Xô mới do nó được sáng tác gắn liền với Quốc tế cộng sản. Phần nhạc của Alexandrov được lãnh tụ Liên Xô Joseph Stalin chọn làm quốc thiều mới sau một cuộc thi năm 1943. Stalin khen ngợi sáng tác này đã thỏa mãn những tiêu chí của một bài quốc ca mặc dù ông không thích cách phối khí của nó.
Alexandrov phản hồi bằng cách đổ lỗi cho Viktor Knushevitsky, người chịu trách nhiệm phối khí cho bài dự thi cuối cùng trong vòng chung kết. Khi viết bài đảng ca Bolshevik, Alexandrov đã đưa vào trong đó vài đoạn từ bài hát "Cuộc sống đã tốt đẹp hơn" (tiếng Nga: Жить Ста́ло Лу́чше, chuyển tự: Zhit Stalo Luchshe), một bản nhạc hài kịch mà ông đã từng soạn. Sáng tác này lấy cảm hứng từ một khẩu hiệu mà Stalin sử dụng lần đầu vào năm 1935. Hơn 200 bài dự thi đã được gửi tới tham dự cuộc thi quốc ca, trong đó có cả những tác phẩm của những nhà soạn nhạc Xô viết nổi tiếng như Dmitri Shostakovich, Aram Khachaturian và Iona Tuskiya. Về sau, bài dự thi của Khachaturian và Shostakovich trở thành tác phẩm Bài ca Hồng Quân, và Khachaturian tiếp tục viết tiếp thành bài Quốc ca Cộng hòa Xã hội chủ nghĩa Xô viết Armenia. Con trai của Alexander, Boris Alexandrov cũng có tác phẩm dự thi. Bài dự thi của ông mang tên "Muôn năm Tổ quốc chúng ta" (tiếng Nga: Да здравствует наша держава, chuyển tự: Da zdravstvuyet nasha derzhava) đã trở thành một bài ca yêu nước nổi tiếng và được dùng làm quốc ca của Transnistria.
Năm 2000, khi tranh luận về bài quốc ca, Boris Gryzlov, lãnh tụ phe Thống nhất tại Duma Quốc gia, đã phát hiện phần nhạc mà Alexandrov viết trong bài quốc ca Xô viết giống với bản nhạc dạo đầu năm 1982 của Vasily Kalinnikov mang tên "Bylina". Những người ủng hộ bài quốc ca Xô viết đã nhắc tới điều này trong nhiều phiên tranh luận tại Duma về vấn đề thay đổi quốc ca, nhưng cũng không có bằng chứng nào cho thấy Alexandrov cố tình dùng "Bylina" trong sáng tác của ông.
Một tác phẩm khác có nguồn gốc từ rất lâu trước khi Alexandrov sáng tác Quốc ca Liên Xô năm 1943 nhưng lại có giai điệu khá giống cũng đã được phát hiện. Đó là một bài hát Hướng đạo (hay Plast) của Ukraina từ k. 1912, phần nhạc được sáng tác bởi Yury Pyasetsky, có tên là "Plastovy Obit" (tiếng Ukraina: Пластовий Обіт, n.đ. 'Lời thề Plast'), và lời do người sáng lập tổ chức Plast là Oleksander Tysovsky đặt. Các thành viên của tổ chức này nhận thấy bài hát có những nét rất giống hay thậm chí là nghe y hệt bài quốc ca Nga/Xô viết sau này. Cả phần nhạc và lời của bài hát này được ghi lại trong nhiều cuốn sổ tay và sách nhạc của Plast, và trên YouTube còn có cả một màn biểu diễn bài hát vào năm 2012. Câu đầu tiên trong lời của bài hát này là: "Trong thế giới rực lửa, trong ánh trăng đẫm máu" (tiếng Ukraina: В пожежах всесвітних, у лунах кривавих, đã Latinh hoá: V pozhezhakh vsesvitnykh, u lunakh kryvavykh). Bài hát của Piasetsky-Tysovsky thực chất có nội dung ca ngợi phong trào độc lập của Ukraina do chính tổ chức Plast ủng hộ.

### Lời

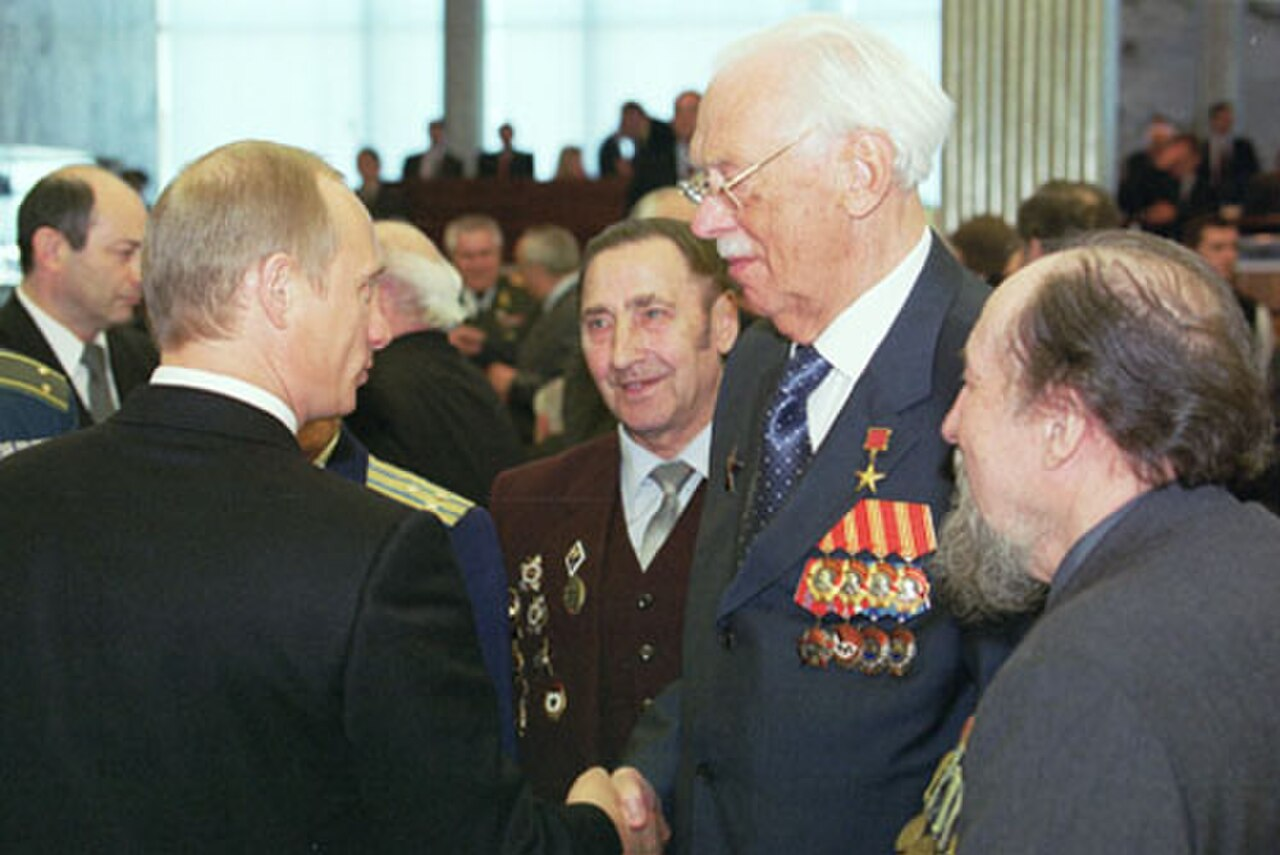
Nhạc sĩ sáng tác lời bài hát Sergey Mikhalkov trong cuộc gặp với Tổng thống Vladimir Putin năm 2002

Sau khi chọn được nhạc của Alexandrov cho bài quốc ca, Stalin cần có lời bài hát mới. Ông thấy đây là một bài hát ngắn, và trong hoàn cảnh của cuộc Chiến tranh Vệ quốc Vĩ đại, nó cần phải có một lời tuyên bố về sự thất bại không thể tránh khỏi của phát xít Đức trước Hồng Quân. Hai nhà thơ Sergey Mikhalkov và Gabriel El-Registan đã được Stalin cho gọi tới Moskva để sửa lời bài hát cho sáng tác của Alexandrov. Họ được chỉ đạo phải giữ nguyên các khổ, nhưng phải tìm cách sửa đoạn điệp khúc để mô tả được "một đất nước của những Xô viết". Do việc thể hiện cuộc Chiến tranh Vệ quốc Vĩ đại trong bài hát là quá khó, phiên bản mà El-Registan và Mikhalkov phải hoàn thành trong cả một đêm đã phải bỏ ý tưởng này. Sau khi được sửa đổi đôi chút để tập trung hơn vào việc thể hiện hình ảnh Đất Mẹ Nga, Stalin chấp thuận lời bài hát mới và cho xuất bản vào ngày 7 tháng 11 năm 1943, trong đó có một câu nói về Stalin "dẫn dắt cho ta trung thành với nhân dân". Bản quốc ca mới được công bố trước toàn Liên Xô vào ngày 1 tháng 1 năm 1944 và được sử dụng chính thức ngày 15 tháng 3 năm 1944.
Sau khi Stalin qua đời năm 1953, chính quyền Xô viết bắt đầu xem xét lại những di sản của ông. Họ bắt đầu quá trình phi Stalin hóa, trong đó có việc hạ thấp tầm quan trọng của Stalin và đưa thi hài ông ra khỏi Lăng Lenin về chôn cất tại Nghĩa trang tường Điện Kremli. Cùng với đó, lời bài quốc ca của Mikhalkov và El-Registan cũng chính thức bị chính quyền Xô viết xóa bỏ vào năm 1956. Bài quốc ca vẫn được chính quyền Xô viết sử dụng mà không có lời chính thức. Trong nội bộ, bài quốc ca này còn được biết tới với cái tên "Bài hát không lời". Mikhalkov đã sáng tác lời mới vào năm 1970, nhưng phải tới ngày 27 tháng 5 năm 1977 nó mới được gửi tới Đoàn Chủ tịch Xô viết Tối cao. Phần lời mới xóa bỏ mọi từ ngữ nhắc tới Stalin được chấp thuận vào ngày 1 tháng 9 và chính thức được sử dụng với việc ban hành Hiến pháp Xô viết mới vào tháng 10 năm 1977. Trong phần ghi danh phần lời năm 1977 có tên của Mikhalkov, nhưng vì lý do nào đó lại không nhắc đến El-Registan, người đã qua đời vào năm 1945.

## "Bài ca yêu nước"
Trước sự tan rã của Liên Xô vào đầu năm 1990, nước Nga cần một bản quốc ca mới để định hình lại hình ảnh đất nước và loại bỏ quá khứ của chế độ Xô viết cũ. Chủ tịch Xô viết Tối cao CHXHCNXV Liên bang Nga Boris Yeltsin được khuyên nên sử dụng lại bài "Chúa phù hộ Sa hoàng" và chỉnh lại lời. Tuy nhiên ông lại chọn một bản nhạc khác được sáng tác bởi Mikhail Glinka. Bản nhạc có tên là "Patriotícheskaya Pésnya" (tiếng Nga: Патриоти́ческая пе́сня; tiếng Việt: Bài ca yêu nước) là một sáng tác piano không lời được phát hiện sau khi Glinka qua đời. "Bài ca yêu nước" được cử hành trước toàn Xô viết Tối cao Nga vào ngày 23 tháng 11 năm 1990. Bài hát được Xô viết Tối cao phê chuẩn làm quốc thiều mới của nước Nga cùng ngày. Bản quốc thiều này được dự định có hiệu lực vĩnh viễn theo như trong nội dung bản dự thảo Hiến pháp được Xô viết Tối cao thông qua và tham gia soạn thảo cùng Đại hội Đại biểu Nhân dân và Ủy ban Hiến pháp (do Tổng thống Nga đứng đầu). Bản dự thảo ghi:
Quốc ca Liên bang Nga là Bài ca yêu nước được sáng tác bởi Mikhail Glinka. Lời của bài Quốc ca Liên bang Nga sẽ được luật pháp liên bang quy định sau.
Nhưng xung đột xảy ra giữa Tổng thống và Nghị viện đã khiến điều luật trên ít có khả năng xảy ra hơn: Nghị viện càng ngày càng muốn đi tới giải pháp viết lại Hiến pháp Nga 1978, trong khi Tổng thống lại muốn thúc đẩy bản dự thảo Hiến pháp mới, trong đó không định rõ các biểu tượng quốc gia. Sau cuộc khủng hoảng Hiến pháp Nga 1993 và chỉ một ngày trước cuộc trưng cầu dân ý về Hiến pháp (tức ngày 11 tháng 12 năm 1993), Yeltsin, khi đó là Tổng thống Liên bang Nga, ban hành sắc lệnh ngày 11 tháng 12 năm 1993 nhằm giữ lại "Bài ca yêu nước" làm quốc ca chính thức của Nga, nhưng sắc lệnh này chỉ mang tính tạm thời do bản dự thảo Hiến pháp (được thông qua một ngày sau đó) đã nói rõ vấn đề này vào trong luật và sẽ được Nghị viện thực hiện. Theo Điều 70 của Hiến pháp, các biểu tượng quốc gia (bao gồm quốc ca, quốc kỳ và quốc huy) phải có định nghĩa rõ ràng hơn trong các luật sau này. Do đây là vấn đề liên quan đến hiến pháp, nó phải được hai phần ba đại biểu tại Duma tán thành.
Từ khoảng năm 1994 đến 1999, nhiều cuộc bỏ phiếu đã được kêu gọi tại Duma Quốc gia để giữ "Bài ca yêu nước" làm quốc ca Nga. Tuy nhiên việc này đã vấp phải sự phản đối kiên quyết từ các thành viên Đảng Cộng sản Liên bang Nga muốn khôi phục lại bài quốc ca Xô viết. Do bất cứ bản quốc ca nào phải được hai phần ba số phiếu tán thành, sự bất đồng giữa các phe phái tại Duma kéo dài gần một thập kỷ này đã khiến việc thông qua một bài quốc ca không thể xảy ra.

### Kêu gọi viết lời
Khi "Bài ca yêu nước" được dùng làm quốc ca, nó chưa từng có lời chính thức. Bài quốc ca tạo cảm giác tích cực với một số người vì nó không chứa đựng những yếu tố từ thời Xô viết, đồng thời cũng là bởi công chúng coi Glinka là một người yêu nước và là một người Nga đích thực. Dù vậy, việc thiếu lời đã khiến "Bài ca yêu nước" thất bại. Nhiều nỗ lực đã được thực hiện nhằm sáng tác lời cho bài quốc ca, trong đó có một cuộc thi dành cho mọi công dân Nga tham dự. Chính phủ đã thành lập một ủy ban xem xét và đánh giá hơn 6000 bài dự thi và chọn ra 20 tác phẩm sẽ được dàn nhạc thể hiện để đưa ra bầu chọn vòng cuối.
Tác phẩm chiến thắng cuộc thi là "Vinh quang, nước Nga!" (tiếng Nga: Сла́вься, Росси́я!, đã Latinh hoá: Slavsya, Rossiya!) của Viktor Radugin. Tuy nhiên, không có bài dự thi nào được chính thức chấp thuận bởi Yeltsin hay chính phủ Nga. Một trong những lý do đã phần nào giải thích được việc thiếu lời là mục đích sáng tác ban đầu của Glinka: ca ngợi Sa hoàng và Giáo hội Chính thống Nga. Nhiều người khác cho rằng bài hát này khó nhớ, không truyền được cảm hứng và có phần nhạc phức tạp. Đây là một trong số ít những bài quốc ca không có lời chính thức ở thời điểm đó. Trong khoảng thời gian từ 1990 đến 2000 ngoài "Bài ca yêu nước" chỉ có "My Belarusy" của Belarus (tới 2002), "Marcha Real" của Tây Ban Nha, và "Intermeco" của Bosna và Herzegovina là những bài quốc ca không có lời chính thức.

## Phiên bản hiện đại
Cuộc tranh luận về vấn đề quốc ca nóng lên vào tháng 10 năm 2000 khi Vladimir Putin, người kế nhiệm Yeltsin, gặp gỡ và lắng nghe được ý kiến của các vận động viên Nga: họ lo ngại về việc không có lời để hát khi cử hành quốc ca trong các lễ trao huy chương tại Thế vận hội Mùa hè 2000. Putin đem vấn đề này ra trước công chúng và trước Hội đồng Nhà nước. CNN còn cho biết các cầu thủ của câu lạc bộ bóng đá Spartak Moscow cũng phàn nàn rằng bài quốc ca không lời "làm ảnh hưởng tới tinh thần và phong độ" của đội.. Hai năm trước, tại Giải vô địch bóng đá thế giới 1998, các cầu thủ của đội tuyển quốc gia Nga cũng cho rằng bài quốc ca không lời không khơi dậy được "lòng yêu nước vĩ đại".
Trong một phiên họp tháng 11 của Hội đồng Liên bang, Putin cho rằng việc thiết lập các biểu tượng quốc gia (quốc ca, quốc kỳ và quốc huy) nên thuộc trong nhóm những vấn đề mà đất nước cần phải ưu tiên giải quyết nhất. Putin hối thúc chọn bài quốc ca Xô viết cũ làm quốc ca mới của Nga, nhưng ông cũng đồng thời đề xuất cần phải viết lời mới. Ông không chỉ rõ nên giữ lại bao nhiêu phần của bài quốc ca Xô viết cũ. Putin trình dự luật "Về Quốc ca Liên bang Nga" trước Duma Quốc gia vào ngày 4 tháng 12. Duma đã bỏ phiếu tán thành sử dụng phần nhạc của Alexandrov làm quốc ca với tỷ lệ số phiếu 381–51–1 vào ngày 8 tháng 12 năm 2000. Sau cuộc bỏ phiếu, một ủy ban được thành lập với nhiệm vụ tìm lời cho bài quốc ca. Sau khi nhận được hơn 6000 sáng tác được gửi từ khắp các tầng lớp trong xã hội Nga, ủy ban đã quyết định chọn lời của Mikhalkov làm lời chính thức cho bản quốc ca.
Trước khi chính thức chấp thuận sáng tác trên, điện Kremlin đã công bố một đoạn của bài quốc ca, trong đó có nhắc tới quốc kỳ và quốc huy Nga:
Đôi cánh vĩ đại dang rộng chở che ta
Đại bàng Nga đang tung cánh bay cao
Biểu tượng ba màu của Tổ quốc
Dẫn dắt nhân dân Nga tới thắng lợi— Nguồn Kremlin, 

Những dòng trên về sau bị bỏ khỏi phiên bản cuối cùng. Sau khi dự luật được Hội đồng Liên bang thông qua ngày 20 tháng 12, "Về Quốc ca Liên bang Nga" được Tổng thống Putin ký thành luật vào ngày 25 tháng 12, chính thức chọn nhạc của Alexandrov làm quốc ca Nga. Luật được công bố hai ngày sau đó trên tờ báo chính thức của chính phủ Rossiyskaya Gazeta. Bản quốc ca mới được cử hành lần đầu tiên ngày 30 tháng 12 trong một buổi lễ tại Đại Cung điện Kremlin; tại đây, phần lời của Mikhalkov được chính thức trở thành một phần của bài quốc ca mới.
Không phải ai cũng đồng thuận với bài quốc ca mới. Yeltsin cho rằng Putin đáng ra không nên đổi quốc ca chỉ để "làm theo yêu cầu của người khác một cách mù quáng". Yeltsin cũng cảm thấy rằng việc khôi phục lại bài quốc ca Xô viết là một phần trong bước đi nhằm chối bỏ những cuộc cải cách hậu cộng sản đã diễn ra kể từ khi nước Nga độc lập và Liên Xô tan rã. Đây là một trong số những điểm mà Yeltsin đã chỉ trích công khai Putin.
Đảng tự do Yabloko cho rằng việc sử dụng lại bài quốc ca Xô viết "làm cho sự chia rẽ trong xã hội Nga càng thêm sâu sắc". Bài quốc ca Xô viết được Đảng Cộng sản, Nước Nga thống nhất và chính Putin ủng hộ. Các biểu tượng quốc gia khác được nước Nga sử dụng từ năm 1990, bao gồm quốc kỳ ba màu trắng-xanh-đỏ và quốc huy đại bàng hai đầu, cũng được Putin viết thành luật vào tháng 12, từ đó kết thúc cuộc tranh cãi về vấn đề biểu tượng quốc gia. Sau khi các biểu tượng này được chính thức thông qua, Putin trả lời trên truyền hình rằng đây là bước đi cần thiết để hàn gắn quá khứ của nước Nga và đưa thời kỳ Liên Xô trở thành một phần trong lịch sử Nga. Ông cũng cho biết, mặc dù con đường đi tới dân chủ của Nga sẽ không dừng lại, việc chối bỏ quá khứ Xô viết sẽ khiến bao sinh mạng của những người cha, những người mẹ trở nên vô nghĩa. Phải mất một thời gian người Nga mới làm quen được với lời mới của bài quốc ca; các vận động viên tại Thế vận hội Mùa đông 2002 cũng chỉ có thể ngân nga theo nhạc quốc ca khi trao huy chương.

## Sự đón nhận của công chúng

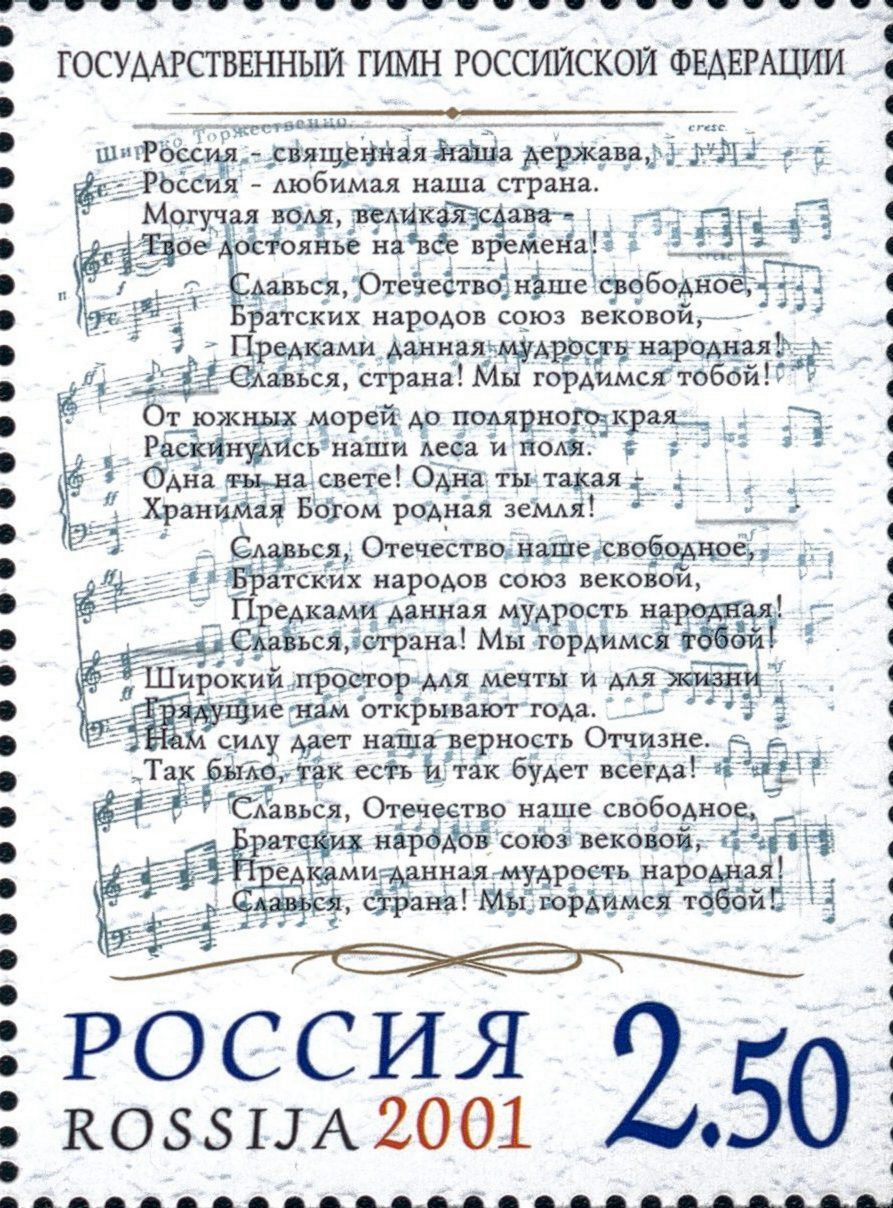
Tem 2001 được Bưu điện Nga phát hành có in lời bài quốc ca mới

Quốc ca Nga được đặt trên nền giai điệu của bài quốc ca Xô viết cũ (được sử dụng từ năm 1944). Điều này đã gây nên nhiều tranh cãi. Một số người—trong đó có nghệ sĩ đàn cello Mstislav Rostropovich—đã thề không đứng dậy khi cử hành quốc ca. Một số nhân vật văn hóa và quan chức chính phủ Nga cũng không cảm thấy thoải mái khi Putin khôi phục lại bài quốc ca Xô viết cũ. Một cựu cố vấn của cả Yeltsin và Mikhail Gorbachev, Tổng thống cuối cùng của Liên Xô, từng nói rằng thời kỳ "bài ca của Stalin" được chọn làm quốc ca Liên Xô là thời điểm xảy ra những tội ác kinh hoàng.
Tại lễ tang của Yeltsin năm 2007, bài quốc ca Nga được cử hành khi linh cữu ông được đưa về nơi an nghỉ tại nghĩa trang Novodevichy ở Moskva. Mặc dù tại lễ quốc tang của các quan chức dân sự và quân sự Xô viết, của những công dân danh dự của đất nước, và của các nhà lãnh đạo Xô viết như Alexei Kosygin, Leonid Brezhnev, Yuri Andropov và Konstantin Chernenko, việc cử hành quốc ca là điều bình thường, Boris Berezovsky đã từng chia sẻ trên The Daily Telegraph rằng ông cảm thấy việc cử hành bài quốc ca tai lễ tang của Yeltsin "đã sỉ nhục người đem lại tự do" cho nhân dân Nga. Chính phủ Nga cho rằng "giai điệu trang nghiêm và lời ca đầy chất thơ" của bài quốc ca, bất chấp lịch sử của nó có thế nào, vẫn là một biểu tượng đoàn kết của người dân Nga. Những lời ca của Mikhalkov đã khơi dậy "lòng yêu nước, lòng kính trọng đối với đất nước."
Trong một cuộc khảo sát năm 2009 của Trung tâm Nghiên cứu Ý kiến Công chúng Nga được công bố chỉ hai ngày trước ngày quốc kỳ của Nga (22 tháng 8), 56% người được hỏi cảm thấy tự hào khi nghe quốc ca. Tuy nhiên chỉ có 39% số người là nhớ được câu đầu, vẫn còn nhiều hơn con số 33% vào năm 2007. Theo cuộc khảo sát, khoảng 34 đến 36% số người được hỏi không nhớ câu đầu bài quốc ca. Nói chung chỉ 25% số người tham gia thích bài quốc ca.
Một năm trước đó, Trung tâm Nghiên cứu Ý kiến Công chúng Nga cũng cho biết 56% người Nga cảm thấy tự hào và ngưỡng mộ khi nghe bài quốc ca, mặc dù chỉ có 40% (đã tăng lên so với con số 19% năm 2004) nhớ những từ đầu tiên trong bài quốc ca. Trong nghiên cứu của họ cũng có thể nhận ra thế hệ trẻ là những người đã quen thuộc nhất với lời bài quốc ca.
Vào tháng 9 năm 2009, một câu hát được sử dụng trong thời Stalin bỗng xuất hiện trở lại trên một tấm bia đá đặt tại mái vòm ở nhà ga Tàu điện ngầm Moskva Kurskaya-Koltsevaya: "Stalin dẫn dắt chúng ta trung thành với nhân dân, để chúng ta trở thành anh hùng trong lao động và chiến đấu." Một số nhóm đã đe dọa sử dụng những biện pháp pháp lý để ngăn chặn việc đưa trở lại những dòng này. Đây thực chất là thiết kế gốc của nhà ga Kurskaya và đã từng bị xóa bỏ trong thời kỳ phi Stalin hóa. Hầu hết những bình luận về sự kiện này tập trung vào nỗ lực của Điện Kremlin nhằm "tái lập hình ảnh" của Stalin bằng cách dùng những biểu tượng tỏ lòng kính trọng ông hoặc do chính ông tạo ra.
Một cựu chiến binh già, người đã từng chiến đấu quyết liệt chống quân phát xít Đức những ngày đầu cuộc Chiến tranh vệ quốc ở tỉnh Smolensk – tiền đồn của Phòng tuyến thủ đô Moskva, đã viết thư lên Tổng thống bày tỏ lòng mình. Trong thư có đoạn:
"...Tôi nay đã tuổi 90, tưởng rằng cho tới khi sang "thế giới bên kia" sẽ không bao giờ còn được nghe bài Quốc ca hùng tráng của Liên bang Xô viết vĩ đại ngày ấy nữa. Thế mà, ơn trời, bài hát chính thức của đất nước hùng cường của chúng ta lại vang lên... Trong tôi lại hiện lên những kỷ niệm khó quên của những năm tháng oanh liệt. Tôi tin là nước Nga chúng ta tiếp tục truyền thống anh dũng hy sinh chịu đựng của mình để vững bước đi tới phồn vinh, hùng cường... Từ đáy lòng tôi chân thành cảm ơn Tổng thống...".
Đảng Cộng sản Liên bang Nga (CPRF) rất ủng hộ việc khôi phục lại giai điệu của Alexandrov, nhưng một số đảng viên muốn có những thay đổi khác với bài quốc ca. Vào tháng 3 năm 2010, Boris Kashin, một thành viên CPRF tại Duma, lên tiếng đề nghị xóa bỏ bất cứ lời nào nhắc tới Chúa trong bài quốc ca. Đề xuất của Kashin cũng được ủng hộ bởi Alexander Nikonov, một nhà báo của báo SPID-INFO và là một người vô thần. Nikonov cho rằng tôn giáo nên là một vấn đề của cá nhân và nhà nước không nên dùng hình ảnh tôn giáo. Kashin nhận thấy rằng chi phí để làm một bản thu quốc ca mới sẽ tốn khoảng 120.000 rúp. Chính phủ Nga nhanh chóng từ chối vì cho rằng đề xuất của ông thiếu dữ liệu phân tích và cần nghiên cứu thêm. Năm 2005, Nikonov từng đưa vấn đề lời quốc ca liệu có tuân theo luật pháp Nga ra trước Tòa án Hiến pháp Nga.
Cần biết rằng, trong lịch sử âm nhạc Nga, tác giả Alexandrov (tác giả phần nhạc Quốc ca Liên bang Xô viết trước đây và Quốc ca Liên bang Nga sau này) có hai bài hát vĩ đại "Cuộc chiến tranh thần thánh" và "Quốc ca Liên bang Xô viết". Đó là đỉnh cao nghệ thuật của văn hóa ca hát Xô viết gắn với vận mệnh dân tộc cao cả đặc biệt. Những bài đó không chỉ là niềm vinh dự của nền âm nhạc Nga mà động viên mọi người lập chiến công vì vinh quang của Tổ quốc.

## Quy định
Các quy định về việc cử hành quốc ca được ghi rõ trong luật được Tổng thống Putin ký ngày 25 tháng 12 năm 2000. Khi cử hành quốc ca có thể chỉ có nhạc, chỉ có lời hoặc cả hai, nhưng phải tuân theo nhạc và lời chính thức đã được luật quy định. Bản thu âm quốc ca có thể được sử dụng cho bất cứ mục đích nào như phát sóng trên truyền hình và radio. Bài quốc ca có thể được cử hành vào những dịp lễ như tại lễ diễu hành Ngày chiến thắng hằng năm ở Moskva, hay tại các lễ tang của các nguyên thủ quốc gia và các nhân vật quan trọng khác. Khi được hỏi về việc cử hành quốc ca tại lễ diễu hành Ngày chiến thắng, Bộ trưởng Bộ Quốc phòng Anatoliy Serdyukov cho biết do độ vang ở Quảng trường Đỏ, việc cử hành quốc ca sẽ chỉ cần tới dàn nhạc vì nếu hát sẽ bị tiếng vang lấn át hết.
Việc cử hành quốc ca là bắt buộc tại các lễ nhậm chức của Tổng thống Nga, các phiên khai mạc và bế mạc Duma Quốc gia và Hội đồng Liên bang và các dịp lễ chính thức của đất nước. Quốc ca được phát trên truyền hình và radio vào đầu và cuối mỗi ngày phát sóng. Nếu chương trình được phát sóng liên tục, quốc ca sẽ được phát một lần vào lúc 6:00 sáng và một lần nữa trước khi kết thúc phát sóng. Quốc ca cũng được phát vào đêm Giao thừa sau bài phát biểu mừng năm mới của Tổng thống. Quốc ca được phát tại các sự kiện thể thao ở Nga và nước ngoài, tùy theo quy định thủ tục của ban tổ chức. Theo luật, khi quốc ca được cử hành "chính thức", mọi người phải đứng dậy (nếu có kèm thượng cờ thì phải hướng mặt về quốc kỳ), đàn ông phải bỏ mũ (hiện vẫn đang áp dụng, ngoại trừ những người mặc quân phục và các lãnh đạo tôn giáo). Những ai đang mặc đồng phục phải thực hiện nghi thức chào kiểu quân đội khi cử hành quốc ca.
Quốc ca được cử hành theo nhịp 4/4 hoặc 2/4 theo cung Đô trưởng, và có nhịp độ 76 nhịp mỗi phút. Dù theo nhịp nào việc cử hành quốc ca cũng phải được thực hiện trang nghiêm. Chính phủ đã ban hành sẵn bản nhạc cho các dàn nhạc, các ban nhạc dùng nhạc cụ kèn đồng hoặc sáo.
Theo luật bản quyền của Nga, các biểu tượng và dấu hiệu quốc gia không được bản quyền bảo hộ. Do đó, nhạc và lời quốc ca có thể được sử dụng và chỉnh sửa một cách tự do. Mặc dù luật kêu gọi cử hành quốc ca một cách nghiêm trang và người cử hành phải tránh thực hiện sai, không có hành vi vi phạm hay hình phạt nào được quy định rõ. Luật cũng yêu cầu phải đứng trong lúc cử hành quốc ca nhưng cũng không chỉ rõ hình phạt nếu không thực hiện.

## Lời chính thức
| Lời gốc tiếng Nga | Chuyển tự | Dịch sang tiếng Việt |
| Россия – священная наша держава, Россия – любимая наша страна. Могучая воля, великая слава – Твоё достоянье на все времена! Припев: Славься, Отечество наше свободное, Братских народов союз вековой, Предками данная мудрость народная! Славься, страна! Мы гордимся тобой! От южных морей до полярного края Раскинулись наши леса и поля. Одна ты на свете! Одна ты такая – Хранимая Богом родная земля! Припев Широкий простор для мечты и для жизни. Грядущие нам открывают года. Нам силу даёт наша верность Отчизне. Так было, так есть и так будет всегда! Припев[2] | Rossiya – svyashchennaya nasha derzhava, Rossiya – lyubimaya nasha strana. Moguchaya volya, velikaya slava – Tvoyo dostoyan'ye na vse vremena! Pripev: Slav'sya, Otechestvo nashe svobodnoye, Bratskikh narodov soyuz vekovoy, Predkami dannaya mudrost' narodnaya! Slav'sya, strana! My gordimsya toboy! Ot yuzhnykh morey do polyarnovo kraya Raskinulis' nashi lesa i polya. Odna ty na svete! Odna ty takaya – Khranimaya Bogom rodnaya zemlya! Pripev Shirokiy prostor dlya mechty i dlya zhizni. Gryadushchiye nam otkryvayut goda. Nam silu dayot nasha vernost' Otchizne. Tak bylo, tak yest' i tak budet vsegda! Pripev | Ôi nước Nga - nhà nước thiêng liêng của chúng ta! Ôi nước Nga - đất nước thân yêu của chúng ta! Ý chí hào hùng, niềm quang vinh vĩ đại Là phẩm cách của Người trong mọi thời đại. Điệp khúc: "Vinh quang thay, Tổ quốc tự do của chúng ta" "Nơi các dân tộc anh em muôn đời gắn kết" "Và trí tuệ dân gian được tổ tiên truyền lại" "Chúng con tự hào về Người, ôi Đất nước vinh quang!" Từ biển Nam tới vùng cực Bắc Đồng lúa và rừng xanh của chúng ta trải dài Trên thế gian này chỉ có mình Người! - Một mình Người như vậy! Mảnh đất ruột thịt được Thượng đế chở che! Điệp khúc Không gian bao la cho ước mơ và cuộc sống Tháng năm mở cho chúng ta tương lai Lòng chung thủy với Đất cha cho chúng ta sức mạnh Đã, đang và sẽ mãi mãi như vậy. Điệp khúc |